# Le Mesnillard

Le Mesnillard este o comună în departamentul Manche, Franța. În 1 ianuarie 2022 avea o populație de 251 de locuitori.